# Анна Тер-Варданян
Анна Тер-Варданян (6 грудня 1920, Детройт, Мічиган — 4 серпня 2011) — американська військова морячка, учасниця Другої світової війни. У 1959 році вона увійшла в історію Військово-морських сил США, ставши першою жінкою-військовослужбовцем вищої категорії. Служила по всій країні: Вашингтоні, Сан-Франциско, Бостоні, Перл-Харборі. В історії США залишається відомою як жінка, що проклала шлях іншим жінкам в армію США.

## Життєпис
Народилася 6 грудня 1920 року в Детройті (штат Мічиган), в сім'ї вірменських біженців.
Тер-Варданяни всією сім'єю захоплювалися військовою справою. Сестра Ганни — Джин Олівер — служила в військово-морському флоті США, брат Ендрю служив у Збройних силах США в районі Тихого океану, а мати також хотіла приєднатися до військово-морського флоту, але залишилася вдома і працювала в Комітеті Червоного Хреста.
У 1941—1942 роках навчалася в Детройтському бізнес-університеті, протягом якого проходила навчання в Жіночому авіаційному асистентському корпусі (WAAC).
Анна Тер-Варданян багато подорожувала, зробила офіційні візити в Єгипет, Туніс і Алжир. Незважаючи на її величезне бажання побувати в Вірменії, вона так і не змогла відвідати свою історичну батьківщину. "Я вірменка, але ніколи не була на батьківщині. Дуже сподіваюся, що одного разу реалізую мрію своїх батьків і приїду до Вірменії", — говорила вона.
Була кілька разів заручена, але не одружувалася, присвятивши життя служінню Збройним силам США. Дітей не мала, і останні роки прожила з племінниками. 
Померла 4 серпня 2011 року в віці 90 років, похована на Національному кладовищі в Арлінгтоні.

## Служба
Незабаром після початку Другої світової війни Тер-Варданян була покликана в програму WAVES — Волонтерську службу жіночої екстреної служби. Анна Тер-Вартанян була однією з 26 000 жінок, що вступили на службу до Військового Морського Флоту США в період Другої світової війни.
Незабаром після вступу на службу Анна Тер-Варданян зайняла адміністративну посаду в штаті Іллінойс. Потім, в 1946—1947 роках, служила на військово-морській базі в Сан-Франциско, де і отримала звання E-7 (керівниця флоту). У 1954—1956 роках почала працювати в парашутній і аерокосмічній школі в Нью-Джерсі. У 1957 році отримала звання E-8 (старшина ВМС) і перейшла в Бостонське управління громадської інформації.
Після закінчення служби у військово-морських силах (1963) Анна Тер-Варданян була переведена в Центральне розвідувальне управління (ЦРУ) в якості молодшого аналітика, а потім фахівця з контррозвідки.

## Нагороди
За бездоганну службу Анна Тер-Варданян була нагороджена Національною медаллю за оборону і іншими нагородами. 
- Good Conduct Medal (United States)
- American Campaign Medal
- World War II Victory Medal (United State)
- National Defense Service Medal